# 公共廚房

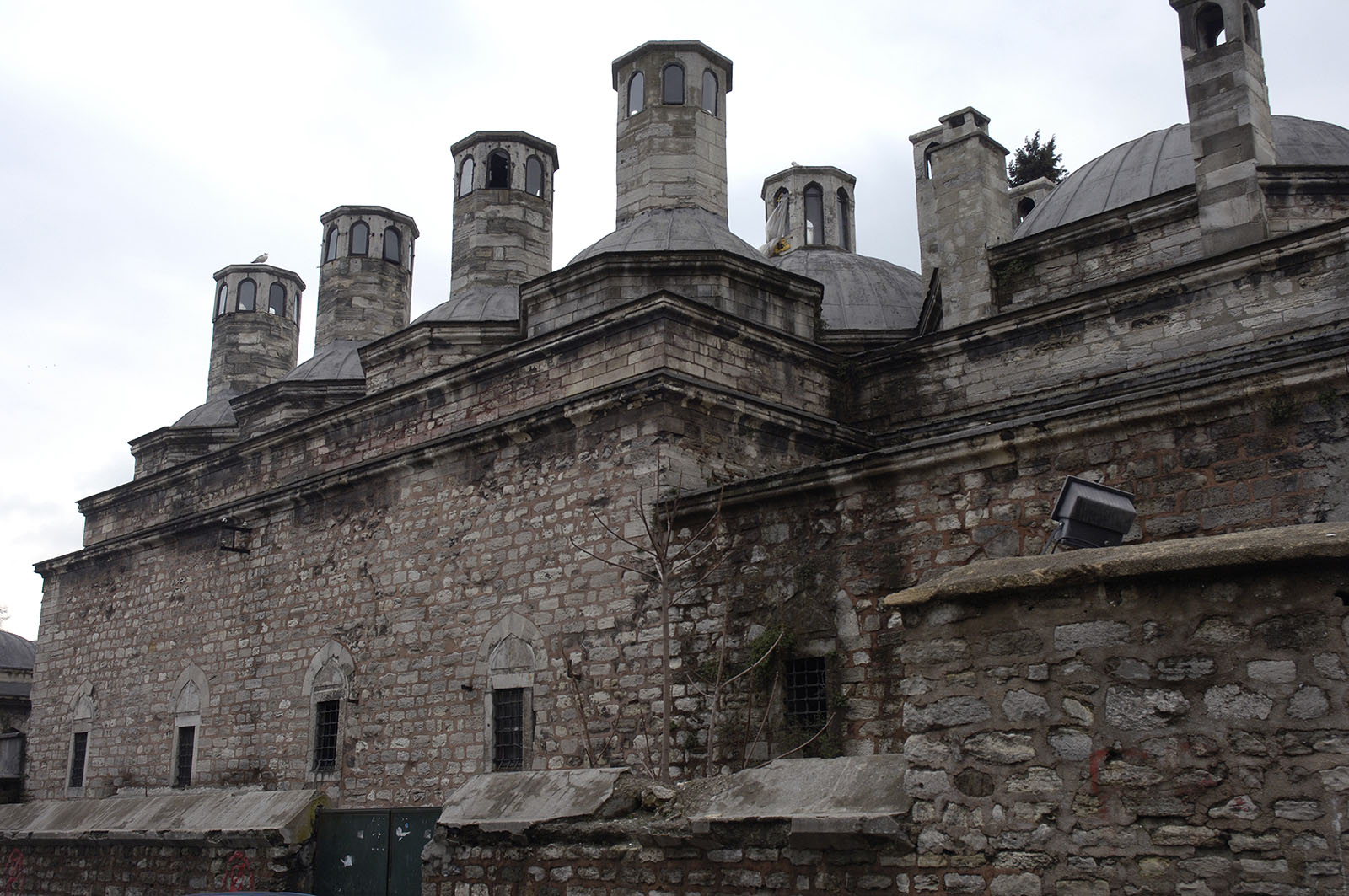
蘇丹夫人庫里耶附設的公共廚房

公共廚房（土耳其語：İmaret）為14到19世紀間奥斯曼帝国統治時期建造的粥厂名稱。這些公共廚房通常是瓦合甫的大型慈善綜合建物的一部分，瓦合甫中除了公共廚房，大多還設有醫院、清真寺、商隊驛站與學校等公共建築。廚房中會免費發放食物給窮人、旅行者及其他有需要的社會大眾。儘管它並非屬於鄂圖曼人所獨創的慈善機構，不過公共廚房確實是在鄂圖曼帝國治下逐步發展成高度精緻、專業化的公眾設施，為古兰经內賽德蓋教義核心的具體實踐。

## 歷史
瓦合甫意指穆斯林社會中用於慈善事業的「伊斯蘭信託」，它與奥斯曼帝国內公共廚房的設立有著重要的關聯。瓦合甫能幫助蘇丹向人民提供基本所需的社會服務，並涉及公共廚房與醫院等慈善機構背後的運作與財務管理。學者艾米·辛格提到，1330年代在伊兹尼克和布尔萨成立了幾間最早期的公共廚房，在經過數個世紀後，由於瓦合甫慈善建築複合體的規模持續擴大，連帶城市中公共廚房的數量也不斷增加，根據她的研究指出，到了1530年代，鄂圖曼帝國境內總共擁有多達83所的公共廚房設施。此外公共廚房也是鄂圖曼帝國各時期首都常見的都會建物，例如布爾薩、埃迪爾內以及伊斯坦堡都有公共廚房的蹤影，上述城市皆屬歷任蘇丹投入大量時間與金錢發展的關鍵都市，另外像安那托利亞和巴尔干半岛等傳統鄂圖曼統治中心也是建設的重點投入地區。三座帝國首都的城市規畫都具有極為相似的共同點：每座都市的市中心都蓋有一座城堡，巴札設立於距離城堡幾百米外的地點，宗教建物和公共廚房興建於鄂圖曼人民居住的街道周圍以幫助社區繁榮發展。

## 慈善功能
公共廚房為形形色色的普羅大眾們提供社會服務，並被視為「公益與慈善工作」。由於公共廚房的建立是植基於自發性的服務之上，因而在穆斯林的法律中公共廚房被歸類為慈善設施的一部分。另外，佈施食品本身即被視為是濟貧的慈善行為，而公共廚房則屬於特定類別的公益機構，為古蘭經內的賽德蓋宗教教義的一環，賽德蓋作為自願類型的公益可以採行多種方式來實現，像是為病人與身障者祈禱、獻上祝福或無私的奉獻，所有作法皆有助於促進鄂圖曼帝國社會的善行。

## 社會階級與受益者

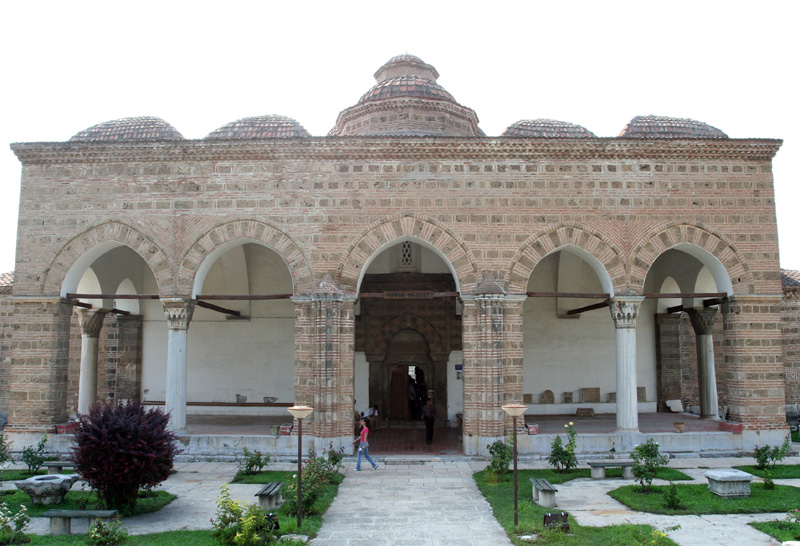
妮呂費爾·哈屯公共廚房的外觀

食物在公共廚房中代表著樂善好施的象徵，富人藉由慷慨發送食品給鄰居、家族同胞和僕役以闡明自身幫助窮苦百姓的善心。廚房內提供的餐點會依據人們分屬的社會地位與職業被劃分為不同層級，但也會有定期受助人與旅途中的旅客來到廚房用餐。儘管如此，公共廚房身為專業運行的慈善機構，廚房中的工作人員會仔細評估和觀察人群的流動以及他們吃掉了那些食物。以一間位於耶路撒冷的公共廚房運作情況為例，雖然餐點會被分配給各種類型的民眾，但廚房仍會嚴格規定像是：誰前來用餐、吃了什麼、享用多少份量與用餐的次序等細則，舉例來說，廚房中的員工每餐會得到一湯杓的湯和兩條麵包，普通客人們則分配到一湯杓的濃湯與一條麵包，窮人僅能獲得份量最少的食物，每餐只有半湯杓的湯以及一條麵包。而地位卓著且身份顯赫的高級貴賓將獲得最大量的食物，廚房更提供各式各樣的膳食供他們任意挑選，此外貴賓們還可以把領到的食物帶回家，在自家餐桌上享受餐點。
各地的公共廚房針對食品發放的相關規定皆不盡相同，如位於伊斯坦堡苏莱曼尼耶清真寺內庫里耶附設的公共廚房對於領取餐點有著嚴謹的規章限制，有時會有一些陌生人帶著桶子來到廚房希望能領取食物帶回家，但假若這些民眾未登記在已通過批准的名單或受益者的名冊上，這也意味著他們無法從公共廚房中取走任何的食品，貧民中只有學者或是殘疾人是這項規則的唯一例外，廚房仍會提供給他們食物。除此之外，經濟地位低下的人們只能與其他同樣社會階層的人一起用餐。由於鄂圖曼帝國社會中會有數量龐大的人群來到公共廚房進食，導致往往在有名望的高階賓客用餐完畢後，食品的剩餘數量會不足，在這種情況下，有時貧困的婦女和兒童將無法分配到食物。

## 供餐
遇到鄂圖曼帝國日曆上的假日與一些節慶時，公共廚房會特別製作於慶祝活動中才能品嘗到的特殊美食，在偶遇的節日中，每個人都有權享用羊肉米飯以及用蜂蜜或糖來調味的番紅花米布丁等佳餚。平常的日子裡一般供應早晚兩餐，除了主食麵包外，廚房另會隨著季節的變化調整菜單上的膳食，早餐的米湯內含有食鹽、黃油、鷹嘴豆與洋蔥等食材，晚餐則大多提供用黃油熬製的碎小麥湯。

## 著名的例子

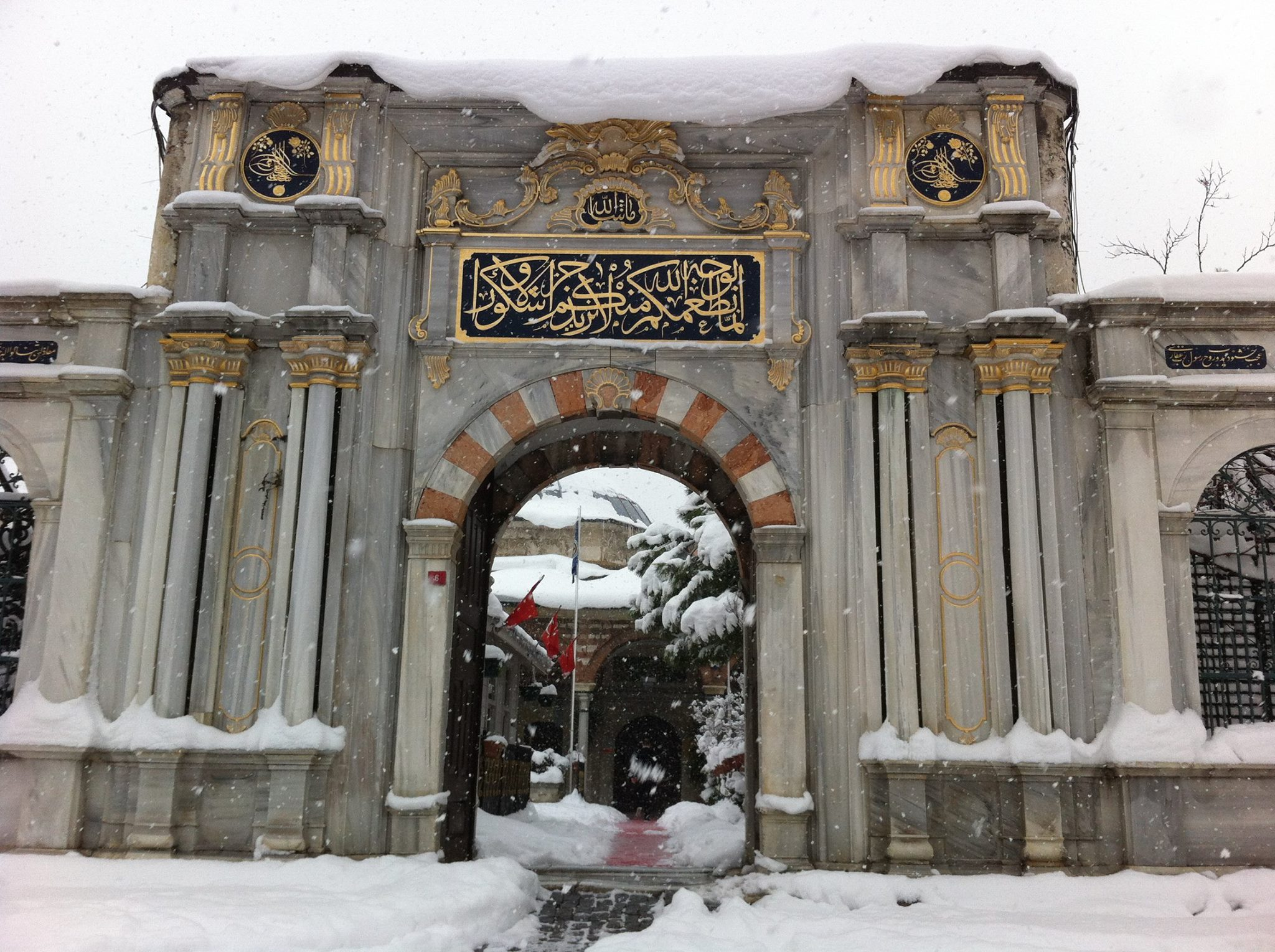
米赫麗莎蘇丹皇太后所興建的公共廚房入口

第一種此類型的慈善建築據信成立於1336年，由奥尔汗一世在安那托利亞的伊兹尼克興建，從那時開始，公共廚房就成了鄂圖曼帝國穆斯林社會中都市景觀密不可分的一環。儘管眾多公共廚房在1336年後便如雨後春筍般陸續於帝國各地出現，不過其中最著名的廚房當屬16世紀末由蘇萊曼一世的妻子许蕾姆苏丹在耶路撒冷成立的蘇丹夫人公共廚房，這間慈善廚房每天會發放大約1,000個麵包給有需要的社會大眾，包括於廚房中工作的員工在內、投宿在廚房旁設商隊驛站中的旅人、當地蘇菲派謝赫的信眾以及400名「窮困潦倒且情景堪憐，孱弱有需要幫助之人」都可免費領取發放的麵包和濃湯。這間公共廚房最終成為整個帝國中規模最龐大同時也是最負盛名的慈善機構，廚房同時也向社會各個階層的人敞開大門，諸如：烏理瑪、貧民、朝聖者與耶路撒冷地區富有而傑出的一份子，皆受益於廚房所提供的慈善服務。
另一間設立於法提赫清真寺內的公共廚房是由征服者穆罕默德在1463年至1471年間建造於首都伊斯坦堡，這所聲名遠播的公共廚房同樣為各式各樣的人們提供服務，舉凡達官貴人、羇客、學者和就讀於法提赫學院內的學生，加上在庫里耶內部醫院工作的人員、負責維護清真寺與陵墓的工人都享有在廚房中用餐的權利，在上述人員用完餐後，剩餘的食物將會分送給窮人們。與其他慈善廚房相似，法提赫公共廚房早晨會提供米湯，晚間另供應小麥湯。此外在庫里耶附屬旅社內投宿的旅人還可額外獲得蜂蜜與麵包來補充體力，以幫助他們恢復長途跋涉後疲憊的身心。法提赫公共廚房同時也招待160名高階貴賓，賓客們在廚房中每日皆可大啖羊肉米飯和番紅花米布丁等美食，而普通人員通常一個禮拜只會吃到一次如此豐盛的料理，另外身分尤為高貴的來賓，像是先知穆罕默德的後裔們更可品嘗到加上南瓜果醬、肉桂與丁香調味的精緻菜餚，以及份量相當可觀的肉與米飯。

## 與皇室的關聯
對於鄂圖曼王朝的蘇丹與王室成員來說，提供大筆善款捐助公共廚房是王家樂善好施與皇權象徵的展現，每一所新成立的廚房都會以贊助者的名字來命名，若是私人經營的公共廚房，則無法與王族捐款人之間建立聯繫來獲得的慈善捐贈。公共廚房有助於鄂圖曼皇室提升他們統治帝國的形象與合法性，是鄂圖曼帝國政府有能力為國內不同的人群提供社會福利的證明。

## 延伸閱讀
- Barkhan, Lutfi. McCarthy, Justin. “ The Price Revolution of the Sixteenth Century: A Turning Point in the Economic History of the near East.” International Journal of Middles East Studies, Vol 6, No.1 (1975): 3-28.
- Barnes, Robert. 1986. An Introduction to Religious Foundations in the Ottoman Empire. Leiden: Brill.
- Griswold, William J. 1984. “A Sixteenth Century Ottoman Pious Foundation.” Journal of the Economic and Social History of the Orient 27, 2: 175-198.
- Jennings. Ronald C. 1990. “Pious Foundations in the Society and Economy of Ottoman Trabzon, 1565-1640.” Journal of the Economic and Social History of the Orient 33, 3: 271-336.
- Singer, A. . Albany: State University of New York Press. 2002  [2019-06-12]. ISBN 0-7914-5352-9. （原始内容存档于2020-07-26）.
- Shaham, Ron. “ Christian and Jewish “Waqf” in Palestine during the Late Ottoman Period.” Bulletin of the School of Oriental and African Studies, Vol 54, No. 3 (1991): 460-472.